# Thomisus pooneus
Thomisus pooneus är en spindelart som beskrevs av Benoy Krishna Tikader 1965. Thomisus pooneus ingår i släktet Thomisus och familjen krabbspindlar. Inga underarter finns listade i Catalogue of Life.